# Yulia Raskina
Yulia Raskina (n. 9 aprilie 1982, Minsk, RSS Bielorusă, URSS) este o sportivă ce a reprezentat Belarus, medaliată olimpică. A participat la o ediție a Jocurilor Olimpice (2000) în care a câștigat o medalie de argint.

## Participări
Lista de mai jos prezintă principalele competiții la care a participat Yulia Raskina de-a lungul carierei.
- gymnastics at the 2000 Summer Olympics – women's rhythmic individual all-around[*]